# 池淵家
池淵家（いけぶちけ）は、日本の医家である。鳥取県境港市を拠点としている。
藩政時代から明治にかけて、境港地方に三軒の｢池淵（いけぶち）｣という医家があった。境町の池淵玄達、上道村の池淵令寿、上道村分家で境町の池淵碩庵の三医家である。もとは中野村の出身で、中野から上道に出た池淵令寿家が中心という。いずれも中野村正福寺の檀家である。

## 系譜

### 池淵家
（境港市上道町）
三代目の三右衛門は学問にすぐれ、仏門に帰依し大坂、高野山に屢々往来し、苗字帯刀を許されていたという。
五代・勘兵衛は医師をしていたかどうか明らかでない。
六代・恕軒は多くの医師・文士と交友があり、思想家の頼山陽とも親交があった。文政8年、68歳で没した。
七代・令寿も医師となった。この頃池淵家は富裕であったのか、天保7年の飢饉の折に施粥を行い、その施粥帳が残されている。令寿は慶応2年、73歳で没した。令寿の長男・令治は医術を学ぶため大坂に出て、中之島の儒者安藤太郎家に滞在したが、修行中にコレラで病死したため弟・彦平が跡を継いだ。彦平は医師であったかどうか明らかでない。
九代・麗寿は弘化元年（1844年）に彦平の長男として生まれ、万延元年（1860年）から文久2年（1862年）まで中野村の景山立碩の門に漢方医術を学び、さらに松江の錦織春象の下で漢蘭折衷医術を学んだ。元治元年（1864年）上道村で開業した。明治年間、この地方の名医として評判であった。大正3年（1914年）71歳で病没した。
（境港市朝日町）
上道分家の初代の俗名は不明だが、戒名は｢大医如水居士｣とあって天保14年（1843年）に没しているので、本家六代目の恕軒の弟が分家したものと思われる。
二代目の如仙は境・朝日町で開業した。
三代目の碩庵も朝日町で開業した。また、同地で安政2年から明治4年（1871年）まで寺子屋を開いた。
（境港市栄町）中野村出身であり、玄造の代になって境に移ったという。
二代・玄達は玄造の甥。若くして中野村の景山粛に医術を教えられた。粛の娘･りんを嫁にもらい、境村栄町で開業。大いに繁盛した。
竹治郎の長男貢は明治40年（1907年）、東京慈恵医院医学専門学校（現・東京慈恵会医科大学）を卒業。アメリカに渡り、カリフォルニア州をはじめ各州の病院で研修した後、大正2年（1913年）に帰国。境町栄町で開業した。
貢の長男正賢は昭和14年（1939年）、京都帝国大学医学部を卒業し陸軍軍医となった。戦後に帰国し、米子医学専門学校（現・鳥取大学医学部）の外科教室に勤めた。昭和23年（1948年）に上道村で開業したが、翌年栄町に戻って開業した。
正賢の長男滋雄は鳥取大学医学部を卒業し、鳥取大学医学部附属病院第一内科に勤務したが、栄町に戻り開業している。

## 関連人物
- 景山粛
- 頼山陽